# Mativ, Sokal
Mativ (în ucraineană Матів) este un sat în comuna Smîkiv din raionul Sokal, regiunea Liov, Ucraina.

## Demografie
Componența lingvistică a localității Mativ
     Ucraineană (100%)
Conform recensământului din 2001, toată populația localității Mativ era vorbitoare de ucraineană (100%).